# Talvern
Talvern es una localidad de Santa Lucía, que forma parte de los distritos de Castries y Gros Islet.

## Toponimia
La localidad también es conocida por el nombre de Talvern/Babonneau.